# ارین ویسون
ارین ویسون (انگلیسی: Erin Wasson) مدل، طراح لباس و هنرپیشه اهل آمریکا است.